# Rūta Garkauskaitė
Rūta Garkauskaitė (Kaunas, Litouwse SSR, Sovjet-Unie, 29 maart 1977) is een Litouws professioneel tafeltennisspeelster. Zij werd in Sint-Petersburg 2008 Europees kampioene enkelspel, nadat ze samen met Aleksandar Karakašević al de Europese titel in het gemengd dubbelspel won in zowel Bremen 2000, Aarhus 2005 als Belgrado 2007 (en opnieuw in Subotica 2009). Zowel in Ostrava 2010 als Warschau 2011 werd ze samen met Oksana Fadejeva Europees kampioene in het damesdubbel.
Garkauskaitė bereikte in september 2010 haar hoogste positie op de ITTF-wereldranglijst, toen ze 38e stond. Ze voerde ook al de achternamen Paškauskienė en Garkauskaitė-Būdienė.

## Sportieve loopbaan
Garkauskaitė debuteerde in het internationale circuit op de wereldkampioenschappen tafeltennis in Göteborg 1993, een evenement waarop ze sindsdien bij elke editie aanwezig was. Verder dan de laatste 32 in het enkelspel (in Parijs 2003) en de laatste zestien in het dubbelspel (in 1993) kwam ze er nooit.

Dat ligt anders in de verschillende EK's waaraan Garkauskaitė deelnam. Ze debuteerde hierop in Birmingham in 1994. Hoewel ze tot en met 2008 deelnam aan maar elf van de 32 gespeelde evenementen (in verschillende disciplines), plaatste ze zich daarbij voor vijf finales. Vier daarvan zette de Litouwse om in een Europese titel.
Nadat Garkauskaitė in zowel 1994 als Bratislava 1996 alleen meedeed aan het vrouwendubbel (en beide keren sneuvelde in de halve finale), verscheen ze in 2000 samen met de Serviër Karakašević aan de start van het gemengd dubbeltoernooi. Het duo drong meteen door tot de finale, waarin het goud won tegen Ilija Lupulesku en Marie Svensson. Twee jaar later speelde Garkauskaitė voor het eerst (en laatst) tegelijkertijd in drie verschillende disciplines, waarin ze in alle gevallen prima presteerde, maar geen enkele titel pakte. Met Karakašević bereikte ze opnieuw de eindstrijd in het gemengd dubbel, maar verloor hierin ditmaal van Ni Xia Lian en Lucjan Błaszczyk. Garkauskaitė verscheen vervolgens op zowel het EK 2005 als 2007 alleen in de discipline gemengd dubbel en greep ditmaal - opnieuw met Karakašević - daarin achtereenvolgens haar tweede en derde Europese titel. In de eindstrijd rekenden ze samen af met eerst Viktoryja Pawlovitsj/Chen Weixing en twee jaar later met de Russen Oksana Fadejeva en Fjodor Koezmin. Garkauskaitė nam ook in 2008 deel aan één discipline, maar ditmaal voor het eerst sinds vijf jaar terug in het enkelspel. Waar de Litouwse destijds in de kwartfinale eruit vloog, greep ze ditmaal haar eerste Europees kampioenschap enkelspel. In de finale veroordeelde ze de Oostenrijkse Liu Jia tot het zilver. Garkauskaitė voegde in 2009 een bronzen medaille enkelspel aan haar prijzenkast toe.
Garkauskaitė komt sinds 1998 in zowel enkel- als dubbelspeltoernooien van de ITTF Pro Tour. Ze vertegenwoordigde haar geboorteland op de Olympische Zomerspelen 1996, 2000 en 2008 maar won geen medailles. Op de Nth European & Nordic kampioenschappen van 1996, 1998 en 2002 nam de Litouwse driemaal deel aan het enkelspel-, eenmaal aan het dubbelspel- (met de Zweedse Matilda Ekholm) en driemaal aan het gemengd dubbelspeltoernooi (met de Noor Geir Erlandsen). Deze won ze alle zeven.
In competitieverband vertegenwoordigde Garkauskaitė onder meer het Duitse 3B Berlin, waarmee ze in 2002 en 2004 de ETTU Cup won.